# Suecugu Nobumasa
Suecugu Nobumasa, japonski admiral in politik, * 30. junij 1880, † 29. december 1944.
Viceadmiral (27. razred) Nobumasa je bil podnačelnik generalštaba Cesarske japonske vojne mornarice (10. december 1928–10. junij 1930) in minister za notranje zadeve Japonske (14. december 1937–5. januar 1939).